# Horine, Missouri
Horine, Missouri (енгл. Horine) насељено је место без административног статуса у америчкој савезној држави Мисури.

## Демографија
По попису из 2010. године број становника је 821, што је 102 (-11,1%) становника мање него 2000. године.
| Група             | 2000.       | 2010.       |
| Белци             | 898 (97,3%) | 791 (96,3%) |
| Афроамериканци    | 8 (0,9%)    | 1 (0,1%)    |
| Азијати           | 1 (0,1%)    | 0 (0,0%)    |
| Хиспаноамериканци | 7 (0,8%)    | 8 (1,0%)    |
| Укупно            | 923         | 821         |